# Erre jezik
Erre jezik (ari, ere; ISO 639-3: err), izumrli jezik australske porodice giimbiyu, koji se nekada govorio na Sjevernom teritoriju zapadno od Oenpellija oko East Alligator Rivera i Mt. Howshipa. Porodicu giimbiyu činio je s jezicima mangerr [zme] i urningangg [urc]

## Vanjske poveznice
- Ethnologue (14th)
- Ethnologue (15th)